# 104 (số)
104 (một trăm linh bốn) là một số tự nhiên ngay sau 103 và ngay trước 105.